# Вэлли Санз
Вэлли Санз (англ. Valley Suns) — американский профессиональный баскетбольный клуб, выступающий в Западном дивизионе Западной конференции Джи-Лиги НБА. Команда была основана 14 февраля 2024 года и базируется в городе Темпе штата Аризона. Является фарм-клубом команды Национальной баскетбольной ассоциации «Финикс Санз». Домашние игры проводит на стадионе «Маллетт-арена», принадлежащем Университету штата Аризона.

## История
12 апреля 2016 года «Финикс Санз» объявили, что приобрели «Бейкерсфилд Джэм». Клуб планировал перевести команду в Прескотт-Валли, штат Аризона, переименовав в «Северная Аризона Санз». 29 июля 2020 года, во время пандемии COVID-19, «Детройт Пистонс» объявили, что выкупили франшизу у «Финикса» (который в то время принадлежал Роберту Сарверу) и что после того, как «Северная Аризона» полностью пропустит сокращённый сезон, «Пистонс» перевезут её в Детройт, где та будет выступать под названием «Мотор-Сити Круз». С созданием в преддверии сезона 2023/24 «Рип-Сити Ремикс», аффилированной с «Портленд Трэйл Блэйзерс», «Санз» остались единственной командой, не имеющей фарм-клуба в Джи-Лиге. Однако через несколько месяцев после того, как НБА одобрила Мэта Ишбиа в качестве основного владельца клуба после того, как они ранее отстранили Сарвера на весь сезон 2022/23, Ишбиа отметил, что привлечение команды Джи-Лиги для «Санз» уже в сезоне 2024/25 будет для него главным приоритетом.
14 февраля 2024 года «Финикс» объявил, что получил право владеть и управлять своим новым филиалом в Финиксе, что стало первым случаем, когда все 30 команд НБА владели командами в Джи-Лиге. 22 мая команда получила своё название, логотип и арену. 13 июня был проведён драфт расширения, на котором «Санз» выбрали 14 незащищённых игроков других команд, в том числе чемпиона НБА 2022 года Квинндари Уэзерспуна и бывшего игрока «Финикса» Тео Маледона. 3 сентября G-лига опубликовала первое расписание «Вэлли Санз»: их первая игра была запланирована на 8 ноября против «Санта-Круз Уорриорз» на «Кайзер-Перманент-арена», а спустя три дня должен был состояться домашний дебют против «Стоктон Кингз». На следующий день «Вэлли Санз» совершили свой первый обмен, обменяв пик первого раунда драфта 2025 года на защитника Джейдена Шеклфорда из «Оклахома-Сити Блю».

## Статистика сезонов
| Сезон                     | Дивизион | Регулярный сезон | Регулярный сезон | Регулярный сезон | Регулярный сезон | Плей-офф |
| Сезон                     | Дивизион | Место            | В                | П                | В%               | Плей-офф |
| ------------------------- | -------- | ---------------- | ---------------- | ---------------- | ---------------- | -------- |
| Вэлли Санз                |          |                  |                  |                  |                  |          |
| 2024–25                   | Западный |                  |                  |                  |                  |          |
| Всего в регулярном сезоне |          |                  |                  |                  |                  |          |
| Всего в плей-офф          |          |                  |                  |                  |                  |          |

## Связь с клубами НБА

### Является фарм-клубом
- Финикс Санз (2024—н. в.)